# Kravcenkove, Bilopillea
Kravcenkove (în ucraineană Кравченкове) este un sat în comuna Vîrî din raionul Bilopillea, regiunea Sumî, Ucraina.

## Demografie
Componența lingvistică a localității Kravcenkove
     Ucraineană (100%)
Conform recensământului din 2001, toată populația localității Kravcenkove era vorbitoare de ucraineană (100%).